# Bertoldo Kruse
Bertoldo Kruse Grande de Arruda (Recife, 2 de junho de 1925 – Recife, 28 de julho de 2022)  foi um médico, escritor, professor e pesquisador brasileiro.

## Formação
- Médico - Faculdade de Medicina do Recife (1948)[2]
- Doutor em Saúde Pública
- Especialização em Puericultura e Alimentação[3]

## Atuação
- Médico[4]
- Secretário de saúde do Estado de Pernambuco (1959-1963)
- Presidente do Instituto Nacional de Alimentação e Nutrição - INAN (1974-1985)
- Presidente da Comissão Científica do Instituto de Medicina Integral Professor Fernando Figueira - IMIP (2002-2006)[5][1]
- Professor emérito da UFPE[nota 1]
- Pesquisador, com vários trabalhos publicados na área de Nutrição.[6]

## Obras publicadas
Pesquisador em nutrição e alimentação, publicou, entre outros, os seguintes livros:
- Tibiriçá
- Ação interinstitucional e intersetorial do Pronan: mecanismos de aperfeiçoamento
- O problema alimentar e nutricional e o Pronan
- Política alimentar e nutricional do Brasil
- Alimentação e bolsões de pobreza
- Alimentação e nutrição no Brasil: percepções do passado para transformação do presente
- Padrões e hábitos alimentares da população brasileira
- Escritos inspirados pelas circunstâncias
- Nem só presente, nem só passado
- Pensar a educação: a importância de um olhar polidirecional
- Reflexões para transformar possibilidades em realidades
- Reflexões sobre a realidade social.

## Participação institucional
- Academia Pernambucana de Medicina[nota 2]
- Sociedade Brasileira de Médicos Escritores - Regional de Pernambuco[nota 3]

## Prêmios
- Medalha Pernambucana do Mérito[2]

## Citações externas
- A verdadeira riqueza do homem
- Geografia da fome
- Impulsos da emoção e da gratidão